# Joris Keizer
Joris Gerhard Keizer (ur. 26 stycznia 1979 w Hengelo) – holenderski pływak, specjalizujący się w stylu motylkowym i zmiennym.
Jego największym sukcesem jest wywalczenie brązowego medalu podczas mistrzostw świata na krótkim basenie w Hongkongu (1999) na dystansie 50 metrów stylem motylkowym.
W 2000 roku podczas igrzysk olimpijskich w Sydney był 9. na dystansie 100 metrów stylem motylkowym oraz 4. wraz z kolegami ze sztafety 4 × 100 metrów stylem zmiennym. 4 lata później w Atenach zajął 19. miejsce na 100 metrów delfinem.